# 崔龙海
崔龙海（朝鲜语：／；1950年1月15日—），朝鲜政治人物，朝鲜劳动党中央政治局常委、副委员长、中央军委委员，最高人民會議常任委員會委員長、国务委员会第一副委员长，是仅次于金正恩的“二号人物”。曾任朝鲜劳动党中央组织指导部部长、中央军事委员会副委员长，中央书记局书记、国防委员会副委员長和朝鲜人民军总政治局局长，拥有次帅军衔。被视为最高领导人金正恩最重要的亲信之一。
2014年4月26日，在朝鲜劳动党中央军事委员会扩大会议上，崔龙海被解除人民军总政治局局长的职位，5月1日宣布由黄炳誓担任此职。9月25日，崔龙海被免去国防委员会副委员长职务。
2015年3月9日朝鲜劳动党机关报《劳动新闻》的报道中，崔龙海的称呼从朝鲜劳动党中央委员会政治局常务委员降至委员。4月8日，朝鲜举行的“庆祝金正日出任朝鲜国防委员会委员长22周年”中央报告大会上，政治局常委改为黄炳誓，韩国媒体分析称，黄炳誓取代崔龙海是在2月18日举行的劳动党政治局扩大会议上决定的。2016年5月9日，重返擔任政治局常委。

## 履历

### 早年
1950年1月15日，崔龙海生于黄海南道信川郡。万景台革命学院、金日成综合大学政治经济学系毕业。崔龙海的父亲是1968年至1976年任朝鲜人民武装力量部部长的崔贤大将，崔贤1982年去世。崔龙海1967年参加朝鲜人民军。1980年崔龙海任社会主义劳动青年同盟中央委员会海外教育指导局局长。1981年10月任社会主义劳动青年同盟中央委员会副委员长。1986年8月任社会主义劳动青年同盟中央委员会委员长，最高人民会议副委员长、最高人民会议常任会议成员、朝鲜劳动党中央委员。1989年平壤举办第十三届世界青年节庆典，崔龙海时任第十三届世界青年与学生联欢节筹备委员会委员长。1996年社会主义劳动青年同盟改称金日成社会主义青年同盟，崔龙海任第一书记。
因涉嫌私吞青年同盟下属创汇机关在海外赚取的外币，90年代中期开始的朝鲜饥荒（朝鲜称为“苦难行军”时期）生活奢靡，又因涉嫌收受贿赂等非法行为而于1998年1月被撤职，公开原因是“因病”。因父亲崔贤是金日成和金正日的忠实支持者，崔龙海只是被发配到平壤市上下水道管理所担任党委书记。

### 回归权力核心
2003年8月崔龙海又回归到权力中心担任劳动党中央总务部副部长，2004年再次因涉嫌贪腐被下放到集体农场。2006年3月至2010年9月担任黄海北道党委责任书记。
2010年9月被授予大将军衔；朝鲜劳动党第三次代表会议当选党中央委员；朝鲜劳动党中央委员会2010年9月全体会议上当选党中央政治局候补委员、党中央书记局书记。
2012年4月被授予次帅军衔，任朝鲜人民军总政治局局长；朝鲜劳动党第四次代表会议上当选朝鲜劳动党中央政治局常务委员、委员，党中央军事委员会副委员长；朝鲜第十二届最高人民会议第五次会议当选国防委员会委员。
2013年5月22日，崔龙海作为朝鲜最高领导人金正恩特使抵达中国，开始访华行程。
2014年4月，崔龙海在朝鲜第13屆最高人民會議第一次會議被任命為朝鮮國防委員會副委員長，代理最高领导人金正恩姑丈張成澤的職務，成为朝鲜“二号人物”。

### 地位变动
2014年5月1日，崔龙海被免去朝鲜人民军总政治局局长一职，同年9月25日又被免去朝鲜劳动党中央军事委员会副委员长一职，两个职务均由黄炳誓接任。有媒体称崔龙海因健康问题而被免职。，同时也意味着其“二号人物”地位被黄炳誓取代。
2014年9月24日，崔龙海被任命为国家体育指导委员会委员长。10月4日，崔龙海与黄炳誓、金养建（朝鲜劳动党书记、朝鲜劳动党统战部部长）突访韩国，并出席了2014年仁川亚运会闭幕式。
2014年10月29日，朝鲜官方媒体报道了金正恩在改建翻修的五一体育场同平壤市民一起观看足球比赛的消息。报道中，崔龙海的名字排在了包括黄炳誓在内的其他陪同人员之前，仅次于金正恩。而当天朝鲜官媒的另一则报道则以“朝鲜劳动党中央政治局常委、中央书记、国家体育指导委员会委员长”的头衔介绍崔龙海。有评论认为，这意味着崔龙海重新成为朝鲜“二号人物”。其次子崔成（又譯崔頌）於2014年秋天與金正恩同母妹金與正結為夫婦，外間認為崔龍海因為成為金氏姻親而得以復出。
然而，朝鲜劳动党机关报《劳动新闻》2015年3月9日的报道，显示朝鲜劳动党中央书记崔龙海从政治局常务委员降至委员。《劳动新闻》当天报道了崔龙海在“三·八国际妇女节”中央报告大会上作报告的消息，在介绍崔龙海时称其为“朝鲜劳动党中央委员会政治局委员”。
2015年11月，朝鲜人民军元帅李乙雪病逝，然而治丧委员会名单中并未出现崔龙海的名字，且崔龙海也没有出现在葬礼现场，引发外界猜测。韩联社援引朝鲜“内部消息人士”的话称，崔龙海因白头山发电站塌方事故而被下放到集体农场“接受革命教育”。而在时隔一个多月之后的12月30日，崔龙海的名字又出现在了原朝鲜劳动党中央政治局委员金养建的治丧委员会名单上。韩国政府有关负责人解读称，鉴于治丧名单中崔龙海位列劳动党书记金己男和崔泰福之间，崔龙海很可能已重返政坛。
2016年5月9日，在朝鲜劳动党第七次代表大会上，崔龙海再次成为朝鲜劳动党政治局常务委员。翌年10月，他在朝鮮勞動黨第七屆中央委員會第二次全體會議被選為黨中央軍事委員會委員及黨中央部長。
2019年4月11至12日，新一屆的最高人民會議首次會議在平壤萬壽臺議事堂舉行，這是繼2000年後最高人民會議持續兩天進行。在首天的會議上，金正恩連任國務委員會委員長，崔龍海接替金永南擔任最高人民會議常任委員會委員長。“最高人民会议常任委员会委员长”是朝鲜名义上的国家元首。此外，國務委員會改組，崔龍海出任新設的第一副委員長，副委員長為前總理朴鳳柱，11人委員包括總理金才龍、李萬建、李洙墉和崔善姬等人。